# Strada statale 480 di Ururi
La ex strada statale 480 di Ururi (SS 480), ora strada provinciale 167 Ururi (SP 167) in Molise e strada provinciale 147 di Ururi (SP 147) in Puglia, è una strada provinciale italiana che collega Larino con il Tavoliere delle Puglie.

## Percorso
La strada inizia alle porte di Larino e segue prevalentemente la direttrice ovest-est, passando per il centro abitato di Ururi e terminando il suo percorso innestandosi sulla ex strada statale 376 dei Tre Titoli, non lontano da Serracapriola.
Con la progressiva perdita di importanza della strada statale 87 Sannitica a seguito della costruzione della strada statale 647 Fondo Valle del Biferno, e della revisione del tracciato della strada statale 16 Adriatica non più passante per Serracapriola, l'arteria aveva perso molta della sua utilità già nei scorsi decenni, rappresentando tuttora una strada di scarso utilizzo, se non per il traffico locale.
In seguito al decreto legislativo n. 112 del 1998, dal 2001 la gestione del tratto molisano è passata dall'ANAS alla Regione Molise, che ha provveduto al trasferimento dell'infrastruttura al demanio della Provincia di Campobasso; nello stesso anno la gestione del tratto pugliese è passata dall'ANAS alla Regione Puglia, che ha provveduto al trasferimento dell'infrastruttura al demanio della Provincia di Foggia.